# کاترین لینتون
کاترین لینتون (به انگلیسی: Catherine Linton) همچنین به عنوان کاترین جوان یا کتی لینتون و بعد به عنوان کاترین هیت‌کلیف و سپس به عنوان کاترین ارنشاو شناخته‌ می‌شود. شخصیتی در رمان بلندی‌های بادگیر اثر امیلی برونته در سال ۱۸۴۷ است. او دختر ادگار لینتون و کاترین ارنشاو است.

## توضیحات
اگرچه او دختر کاترین ارنشاو است، اما از نظر ظاهری با حلقه های طلایی مو و پوست روشن بیشتر شبیه پدرش است. تنها ویژگی‌هایی که او از مادرش به ارث می‌برد، چشم‌های زیبا و روحیه‌ی شیطنت‌آمیز اوست. 
کاترین در ابتدا ملایم و مهربان است، اما به دلیل تربیت محافظت شده و ثروتمندش در تراش‌ کراس گرانج، کمی بداخلاق است. با این حال، هنگامی که به یک زندگی بدبختی در واترینگ هایتز، تقلیل می‌یابد، سرد می‌شود، از همه دور می‌شود و نسبت به همه اطرافیانش بی‌اعتنا می‌شود. این عاشقانه او با هیرتون است که او را به زندگی شاد می‌رساند و جذابیت شخصیت او را افزایش می دهد.